# Labinsk
Labinsk (en russe : Лабинск), est une ville du kraï de Krasnodar, en Russie, et le chef-lieu administratif du raïon de Labinsk. Sa population s'élevait à 62 076 habitants en 2013.

## Géographie
| - OpenStreetMap Limite de la ville. |

Labinsk est arrosée par la rivière Bolchaïa Laba, un affluent du Kouban, et se trouve à 145 km au sud-est de Krasnodar et à 50 km (59 km par la route) au sud-ouest d'Armavir.

## Histoire
L'origine de Labinsk remonte à la fondation de la stanitsa Labinskaïa en 1841. Les Cosaques du Don furent les premiers colons de la nouvelle stanitsa. Ils protégeaient les frontières méridionales de l'Empire russe. Plus tard, beaucoup de paysans appartenant à la classe sociale des Cosaques vinrent s'installer à Labinskaïa depuis les provinces de la Russie. La stanitsa Labinskaïa devint une bourgade industrielle et commerciale en raison de son emplacement favorable dans la vallée de la rivière Laba.
Pendant la Seconde Guerre mondiale, une unité appelée escadron de combat de Labinsk fut formée, avec Ivan Konstantinov pour chef. Une des principales artères de la ville porte le nom de ce héros de la guerre. Le 25 janvier 1943, la stanitsa Labinskaïa fut libérée des forces d'occupation allemandes. En 1947, Labinskaïa reçut le statut de ville et fut renommée en Labinsk.

## Population
Recensements (*) ou estimations de la population
| 1926*  | 1959*  | 1970*  | 1979*  | 1989*  |
| ------ | ------ | ------ | ------ | ------ |
| 28 722 | 41 944 | 49 982 | 53 988 | 57 958 |

| 2002*  | 2010*  | 2012   | 2013   | - |
| ------ | ------ | ------ | ------ | - |
| 61 446 | 62 864 | 62 948 | 62 076 | - |

## Économie
Les céréales et les pommes de terre sont cultivées dans la région de Labinsk. Le melon est de plus en plus répandu. L'élevage bovin et porcin est également important.
L'industrie se consacre principalement à la transformation des produits agricoles : conserveries, raffinerie de sucre, fabrication du fromage. Également : confection et fabrication de chaussures. Usine de peinture.

## Personnalités
- Alexandre Boukharov (1975-), acteur
- Igor Zelenski (1969-), danseur et chorégraphe
- Paul Gorgulov (1895-1932), assassin du président français Paul Doumer